# Битва за Алеппо (2024)
29 листопада 2024 року сирійські опозиційні групи на чолі з Тахрір аль-Шам увійшли до проурядового міста Алеппо, утримуваного Сирійською арабською армією. Бій почався на третій день масштабного наступу повстанців.  Вперше за довгий час, в місті спалахнули бої після попередньої тривалої битви, яка закінчилася в 2016 році.
30 листопада 2024 року опозиційні групи звільнили більшу частину міста на тлі краху проурядових сил.

## Передісторія
27 листопада 2024 року сирійські опозиційні угруповання на чолі з «Тахрір аль-Шам» розпочали наступ на проурядові сили на північному заході Сирії. Це перший наступ з боку будь-якої сторони конфлікту з часу перемир'я в Ідлібі в березні 2020 року, призвів до швидкого захоплення десятків сіл опозиційними силами. За повідомленнями, під час наступу повстанці звільнили 70 об'єктів у провінціях Алеппо та Ідліб, близько 10 000 цивільних осіб втекли від бойових дій до сільської місцевості Ідліб на північному заході Сирії.

## Битва
29 листопада 2024 року сили повстанців підійшли до околиць Алеппо. Згодом повстанці увійшли до районів Хамданія і Новий Алеппо, здійснивши подвійний вибух двох замінованих автомобілів. У другій половині дня опозиційні сили захопили п'ять районів міста: Аль-Хамданія, Новий Алеппо, 3000 Apartments, Аль-Джамілія та Салах ад-Дін. Повідомлялося про сутички і в інших частинах міста, включаючи його центр. До півночі опозиційні сили захопили частини районів Ас-Сукарія, Аль-Фуркан, Аль-Адхамія і Саїф ад-Даула, було заявлено, про взяття під контроль головної площи Алеппо.
За словами очевидців, жителі Алеппо покинули райони на західній стороні через обстріл ракетами і перестрілки. Повстанські сили видали попередження про евакуацію, закликаючи жителів Алеппо рухатися на схід «заради їхньої безпеки». Сирійські державні ЗМІ повідомили, що снаряди, випущені повстанцями, влучили в студентський корпус Університету Алеппо, в результаті чого загинули чотири людини, в тому числі двоє студентів.
Вночі 30 листопада 2024 року сили повстанців захопили Цитадель Алеппо та урядову штаб-квартиру в місті, а також «більше половини» міста. До ранку сили повстанців взяли під контроль більшу частину Алеппо, не зустрічаючи майже ніякого опору і змусивши проурядові війська відступити в напрямку Ас-Сафіри. Урядові війська та іранські ополченці контролюють кілька районів на північному сході Алеппо.
Водночас, Сирійські демократичні сили, очолювані курдами, зайняли міжнародний аеропорт Алеппо і район Шейх-Наджар після відходу проурядових сил. Ввечері повстанці без збройного опору взяли контроль над аеропортом Алеппо у Демократичних сил Сирії.
В результаті авіаудару, за повідомленнями, російської сторони, в місті загинуло 16 цивільних осіб і ще 20 отримали поранення.
1 грудня 2024 року бойовики Організації визволення Леванту захопили ТЕЦ, польове артилерійське училище та військову академію на околиці міста. Тим часом між Сирійськими демократичними силами і Сирійською національною армією сталися сутички в промисловому районі Шейх Наджар. Останні і той же час перекрили дороги, що сполучали райони сільської місцевості на півночі Алеппо та центр міста.
Пізніше того ж дня, у відповідь на швидкі успіхи повстанців в Алеппо у Сирійському Курдистані оголосили загальну мобілізацію. Повстанці вимагали від курдських сил покинути місто зі зброєю на північний схід.

## Реакція
29 листопада сирійські збройні сили заявили, що вступили в бій з повстанцями в сільській місцевості Алеппо та Ідлібу, знищивши безпілотники і важке озброєння. Вони пообіцяли відбити атаку і звинуватили повстанців у поширенні «неправдивої інформації» про їхнє просування.
Міністр закордонних справ Туреччини Хакан Фідан заявив, що Туреччина «не бере участі в поточних конфліктах в Алеппо». Він також заявив, що його уряд вживає «необхідних заходів», щоб уникнути чергової міграційної кризи на турецькому кордоні.